# Spence Moore II
Spence Moore II (Saint Louis, 16 dicembre 1997) è un attore statunitense.

## Biografia
Nato e cresciuto a Saint Louise. Attivo prevalentemente in campo televisivo, Moore è noto soprattutto per i suoi ruoli ricorrenti di Michael in Tredici, Dan Decker in A.P. Bio e Danny Poythress in We Are Who We Are di Luca Guadagnino.

## Filmografia

### Cinema
- Back on the Strip, regia di Chris Spencer (2022)
- Creed III, regia di Michael B. Jordan (2023)

### Televisione
- Criminal Minds – serie TV, episodio 12x07 (2016)
- L'uomo di casa (Last Man Standing) – serie TV, episodio 6x10 (2016)
- Double Mommy – film TV (2017)
- Rebel – serie TV, episodio 1x07 (2017)
- Ballers – serie TV, episodio 3x07 (2017)
- Lady Dynamite – serie TV, episodio 2x4 (2017)
- StartUp – serie TV, episodi 2x04-3x04 (2017-2018)
- Tredici (13 Reasons Why) – serie TV, 5 episodi (2018)
- Beerfest: Thirst for Victory – film TV (2018)
- Five Points – serie TV, 10 episodi (2018)
- The Rookie – serie TV, episodio 1x06 (2018)
- All American – serie TV (2018-in corso)
- A.P. Bio – serie TV (2018-in corso)
- Good Trouble – serie TV, episodio 1x11 (2019)
- We Are Who We Are – miniserie TV, 8 puntate (2020)
- The Wonder Years – serie TV, 5 episodi (2021-2022)
- Grown-ish – serie TV, 4 episodi (2022-2023)
- Superman & Lois – serie TV, 7 episodi (2023)
- NCIS - Unità anticrimine (NCIS) – serie TV, episodio 21x07 (2024)

### Doppiatore
- Il drago di mio padre (My Father's Dragon), regia di Nora Twomey (2022)

## Doppiatori italiani
Nelle versioni in italiano delle opere in cui ha recitato, Spence Moore II è stato doppiato da:
- Flavio Aquilone in StartUp
- Jacopo Calatroni in Tredici
- Federico Viola in All American
- Mattia Nissolino in We Are Who We Are
- Jacopo Cinque in The Wonder Years
- Daniele De Ambrosis in Creed III
- Alex Polidori in NCIS - Unità anticrimine